# Johan Persson (fotograf)

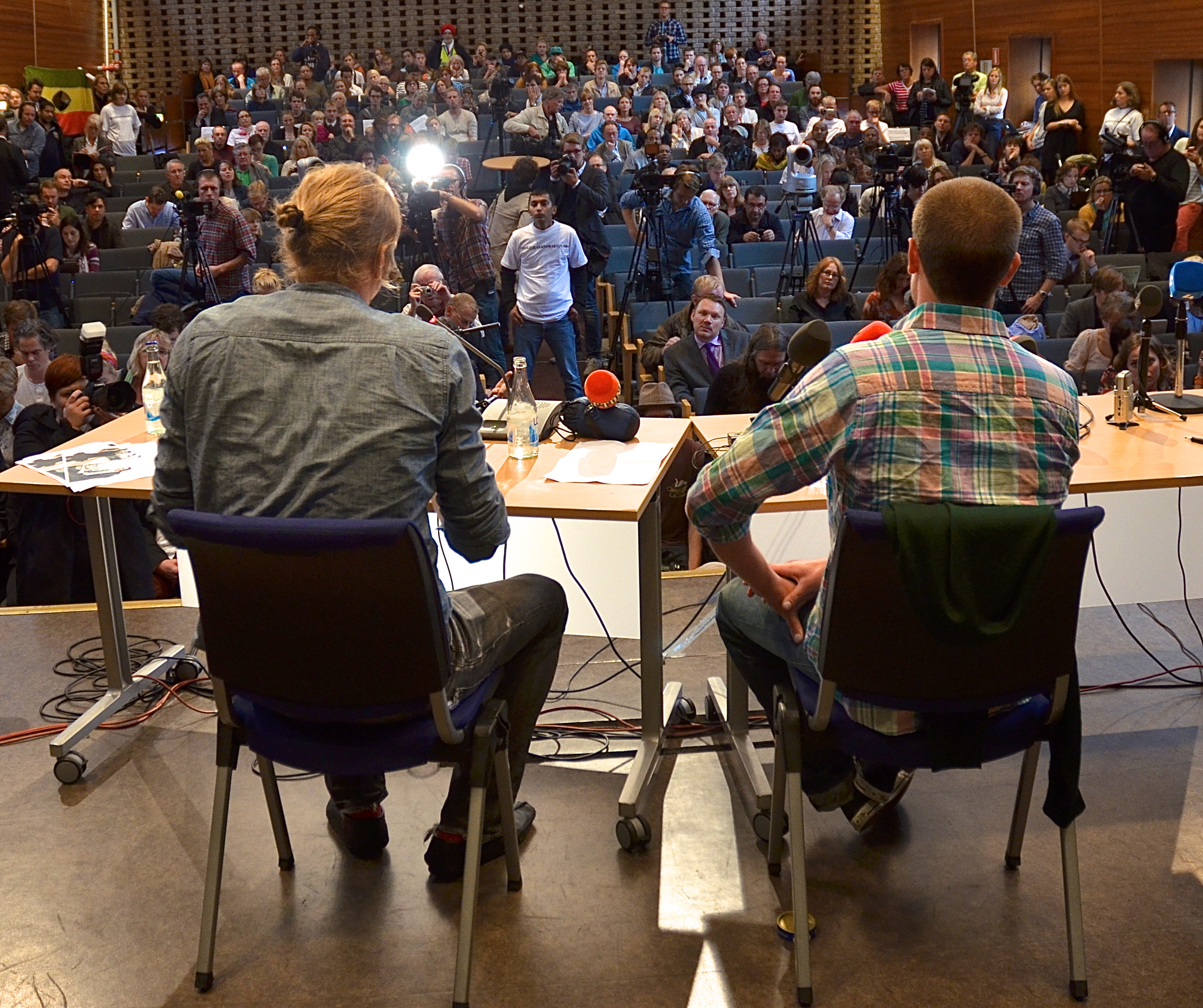
Martin Schibbye & Johan Persson på presskonferens efter deras frigivning i september 2012.

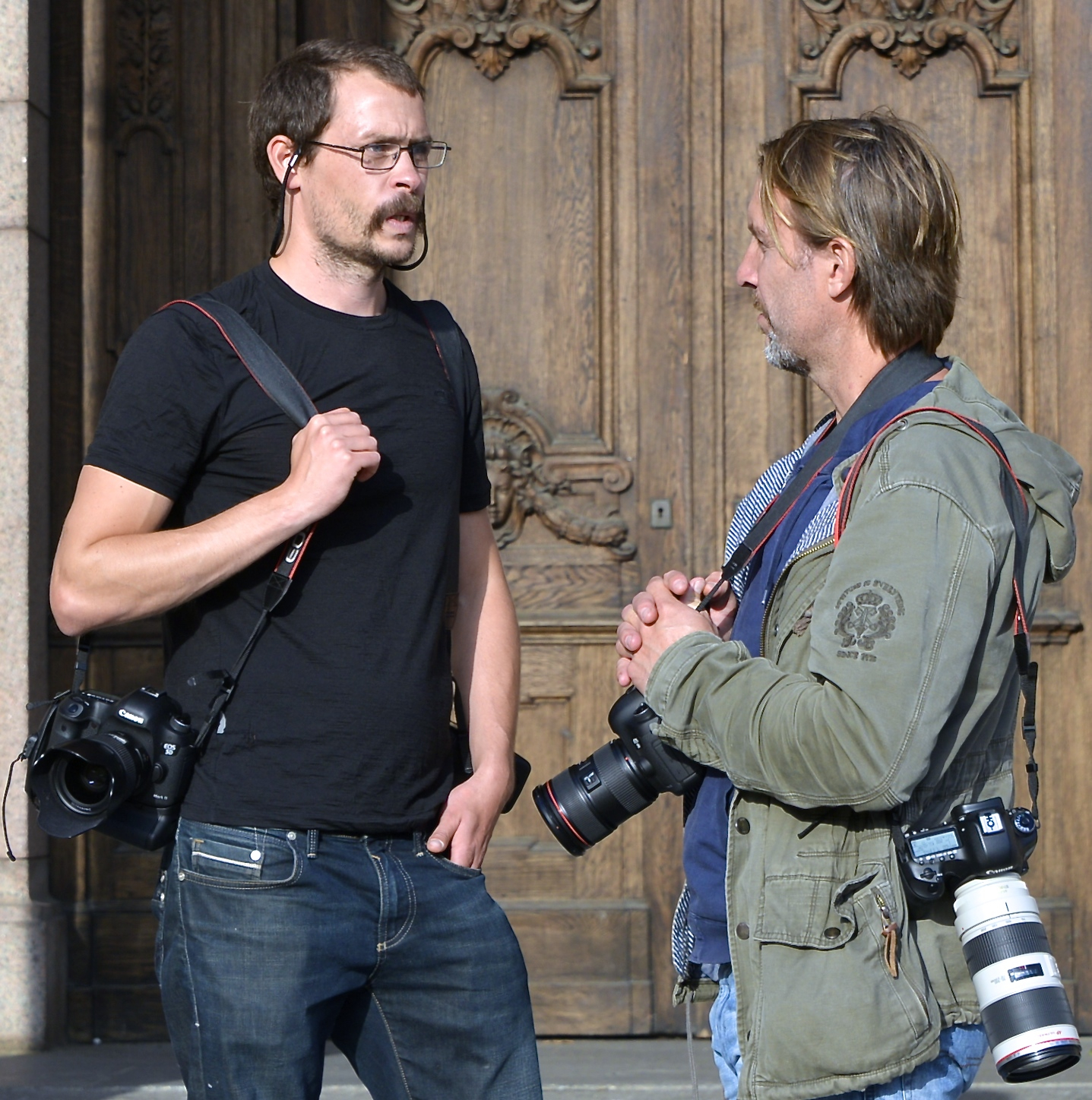
Johan Persson och Niclas Hammarström i samband med en demonstration i Stockholm av Svenskarnas parti 2014.

Johan Karl Persson, född 3 mars 1982 i Aröd i Kungälvs kommun, är en svensk fotograf och journalist. 
Efter att ha avlagt examen har Persson verkat som frilansfotograf.

## Fängslad i Etiopien – benådad efter 14 månader
Den 1 juli 2011 greps Persson tillsammans med journalisten Martin Schibbye i Etiopien misstänkta för terrorbrott efter att från Somalia ha tagit sig in i området Ogaden tillsammans med gerillan Ogadens nationella befrielsefront (ONLF). De vistades i området för att rapportera om  de övergrepp som flyktingar vittnat som pågick där och kopplingarna det hade till oljeföretaget Lundin Petroleums verksamhet i regionen. Den 21 december samma år befanns de skyldiga till att olagligen ha tagit sig in i Etiopien samt främjande av terrorism för sitt samröre med ONLF-gerillan. Den 27 december 2011 dömdes de båda till 11 års fängelse.
Domen väckte starka reaktioner från Sveriges, EU:s och USA:s utrikesdepartement och föranledde kritik från organisationer som Reportrar utan gränser och Human Rights Watch.  Medier över hela världen inkluderande CNN, BBC, Al Jazeera och India Times fördömde rättsprocessen. Den 10 januari 2012 uppgav deras kontaktperson att de skulle ansöka om nåd istället för att överklaga domen.
Schibbye och Persson benådades den 10 september 2012 varefter de släpptes fria och lämnade Etiopien.
Nyhetsprogrammet Rapport menade i ett inslag 11 september 2012 att bevisen för hur gripandet av de svenska journalisterna gick till var förfalskade.
Schibbye och Persson har skildrat reportageresan och tiden som arresterade och fängslade i reportageboken 438 dagar, utgiven år 2013 av Filter. Samma år visade även SVT dokumentären Diktaturens fångar med autentiskt utsmugglat filmmaterial om händelserna. År 2019 blev 438 dagar spelfilm i regi av Jesper Ganslandt. Johan Persson porträtteras i filmen av Matias Varela och Schibbye spelas av Gustaf Skarsgård.

## Kalityfonden
Schibbye och Persson har startat den ideella föreningen Kalityfonden. Den ger ekonomiskt stöd till reportrar och fotografer över hela världen som fängslas, förföljs eller på annat sätt råkar illa ut på grund av sin yrkesutövning. 

## Myteri förlag
2017 startade Johan Persson tillsammans med journalisten Anna Roxvall ett eget förlag, Myteri förlag. Förlaget ger ut Inifrån-serien, däribland boken Burundi inifrån: När folk väl har börjat döda varandra är det svårt att få dem att sluta, som kom ut i maj 2017. 
Den andra boken i serien, Västsahara inifrån: att svika ett folk, kom ut i oktober 2018. Att svika ett folk är berättelsen om Afrikas sista koloni, Västsahara. Västsahara har varit ockuperat av grannlandet Marocko sedan 1975.